# Proteína de fusión

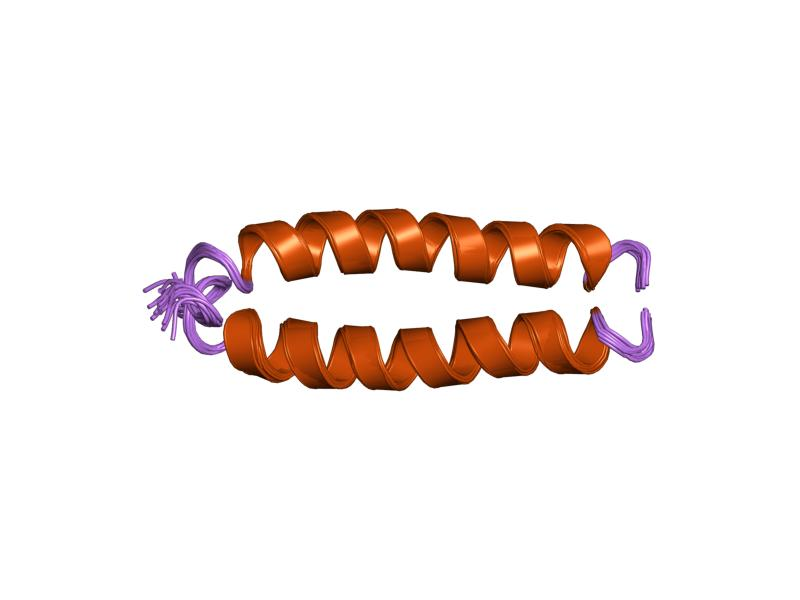
Una proteína quimérica que incluye dos subunidades y una proteína enlazadora sintetizada mediante tecnología de fusión recombinante.

Las proteínas de fusión o proteínas quiméricas son aquellas formadas a partir de la traducción de dos o más genes previamente independientes que se han unido bien por algún proceso natural o artificialmente en el laboratorio. Cada uno de estos genes habría dado lugar, originalmente, a una proteína independiente. Las proteínas de fusión presentan propiedades diferentes a las de las proteínas originales. Las obtenidas artificialmente se consiguen empleando tecnología de ADN recombinante, es decir uniendo 2 o más fragmentos de ADN previamente independientes, y se utilizan en distintos campos, por ejemplo en medicina como medicamentos o con fines de investigación. Las proteínas de fusión naturales pueden producirse espontáneamente en diferentes circunstancias, por ejemplo en ciertos tipos de cáncer como la leucemia mieloide crónica.

## Ejemplos de proteínas de fusión
- Proteína de fusión BCR/ACL de la leucemia mieloide crónica. Se produce de forma espontánea en esta enfermedad por la fusión del gen BCR del cromosoma 22 y el gen ABL del cromosoma 9.
- Abatacept. Es una proteína de fusión que se emplea como medicamento en el tratamiento de la artritis reumatoide. Está compuesta por una inmunoglobulina fusionada al antígeno citotóxico de linfocito T CTLA-4.[2]